# Prezydenci Włocławka

herb Włocławka

Lista prezydentów Włocławka

## w latach 1820–1914
- Jan Neygart, 1820–1831
- Franciszek Nowodworski, 1831–1832
- Franciszek Olszewski, 1833–1834
- Wojciech Kusociński, 1834–1837
- Józef Żadarnowski, 1837–1839
- Paweł Lutnicki, 1839 (p.o. prezydenta)
- Ignacy Maszewski, 1840–1851
- Ignacy Paszkiewicz, 1851–1858
- Teodor Glotz, 1858–1862
- Ludwik Zaremba, 1862–1866
- Włodzimierz Dobrowolski, 1867–1886
- Paweł Podolszyc, 1886–1893
- Lew Sierzputowski, 1893–1894
- Alfons Puchowicz, 1894–1897
- Dymitr Nosenko, 1897–1901
- Józef Stankiewicz, 1901–1905
- Siergiej Sielichowski, 1905–1909
- Stanisław Niwiński, 1909–1914

## wokresie międzywojennym(1918–1939)
- Stanisław Boryssowicz, 1919
- Antoni Wawrzyniecki, 1919–1920
- Jerzy Bojańczyk, 1920 (p.o. prezydenta)
- Jan Roliński, 1920–1922
- August Krause, 1923–1924
- Czesław Gajzler, 1924–1926
- Stefan Pachnowski, 1926–1933
- Tytus Czaki, 1933–1934 (komisarz rządowy)
- Romuald Wojciechowski, 1934 (tymczasowy prezydent)
- Leonard Kowalewski, 1934–1935
- Witold Mystkowski, 1935–1939

## w okresiePolski Ludowej(1945–1989)
- Teofil Hajdo, 1945
- Ignacy Kubecki, 1945–1948
- Bogumił Wesołowski[1] lub Bogusław Wesołkowski[2], 1948–1949
- Józef Zawiślak, 1949–1950
- Stanisław Rejmanowski, 1975
- Ryszard Jaśkiewicz, 1975–1979
- Jadwiga Biedrzycka, 1979–1981
- Andrzej Wask, 1981–1982
- Władysław Dolecki, 1982–1984
- Marian Uba, 1984–1986
- Tadeusz Joachimiak, 1986–1990

## w okresieIII Rzeczypospolitej(1989–)
- Tadeusz Joachimiak, 1986–1990
- Urszula Palińska, 1990–1994
- Ryszard Chodynicki, 1994–1998
- Stanisław Wawrzonkoski, 1998–2002
- Władysław Skrzypek, 2002–2006
- Andrzej Pałucki, 2006–2014
- Marek Wojtkowski, 2014–2024
- Krzysztof Kukucki, od 2024